# 小野木重勝
小野木重勝（1563年－1600年12月23日）是安土桃山時代的武將。豐臣氏家臣。丹波福知山城城主。名諱是公鄉、重次。別名公知。通稱清次郎。

## 生平
在永祿6年（1563年）出生。出身不詳，一說是被丹波國人赤井直正殺死的兔之木縫殿介的一族。在羽柴秀吉還是近江長濱城城主的時期，擔任直參黄母衣眾，後來成為大母衣眾並有活躍的記錄。天正12年（1584年），參加小牧長久手之戰，負責守備伊勢神戸城和山城淀城。天正13年（1585年），敘任從五位下縫殿助。
天正17年（1589年），與石田三成等人一同負責美濃的檢地。天正18年（1590年），參加小田原征伐。亦有參加從天正20年（1592年）開始的文祿之役並渡海，參與攻撃晉州城。文祿3年（1595年），受封為丹波福知山4萬石的城主。
慶長5年（1600年），在關原之戰中以豐臣恩顧的大名身份加入西軍，7月，守備大坂鰻谷町橋，後來率領但馬和丹波諸大名合計1萬5千人的軍勢，攻撃由細川藤孝所守的丹後田邊城（舞鶴城），並令其開城（田邊城之戰）。不過因為西軍在9月15日的本戰中敗北，於是由丹後田邊城向福知山城撤退。不過細川幽齋的兒子忠興和木下延俊等人馬上率軍圍城，於是開城。在守城期間，曾通過井伊直政和前田茂勝向德川家康請求幫助，不過被忠興強逼在丹波龜山城下的淨土寺嘉仙庵（現今壽仙院）自殺。享年38歲。戒名是松樹院慮宗貞岳大居士和貞真院殿自性大居士。妻子（島清興的女兒）在得知重勝自殺後，亦自殺身亡。
首級在京都三條河原示眾。墓所在自殺的地方京都府龜岡市的壽仙院。